# Matthew Gilmore
Matthew Gilmore (Gand, 11 settembre 1972) è un ex pistard belga.

## Palmarès

### Olimpiadi
- 1 medaglia:
  - 1 argento (Sydney 2000 nel Madison)